# Stadion Halchowk
Stadion Halchowk – wielofunkcyjny stadion w Katmandu, stolicy Nepalu. Może pomieścić 3500 widzów. Obiekt był jedną z aren piłkarskiego AFC Challenge Cup 2012 oraz Mistrzostw SAFF 2013.